# Radio Bikini
Pour plus de détails, voir Fiche technique et Distribution.
Radio Bikini est un film américain réalisé par Robert Stone, sorti en 1988. Il a été diffusé dans le cadre de l'émission American Experience.

## Synopsis
L'armée américaine teste l'arme nucléaire dans l'atoll de Bikini et plusieurs marins sont victimes des retombées radioactives.

## Fiche technique
- Titre : Radio Bikini
- Réalisation : Robert Stone
- Scénario :
- Musique : Robert Fitzsimons
- Photographie : John Rayter et Robert Stone
- Montage : Robert Stone
- Production : Robert Stone
- Société de production : Crossroads et Robert Stone Productions
- Pays de production :  États-Unis
- Genre : Documentaire
- Durée : 56 minutes
- Date de sortie : 
  - États-Unis : 11 octobre 1988

## Distinctions
Le film a été nommé à l'Oscar du meilleur film documentaire.